# یکمین گواهی در زبان انگلیسی

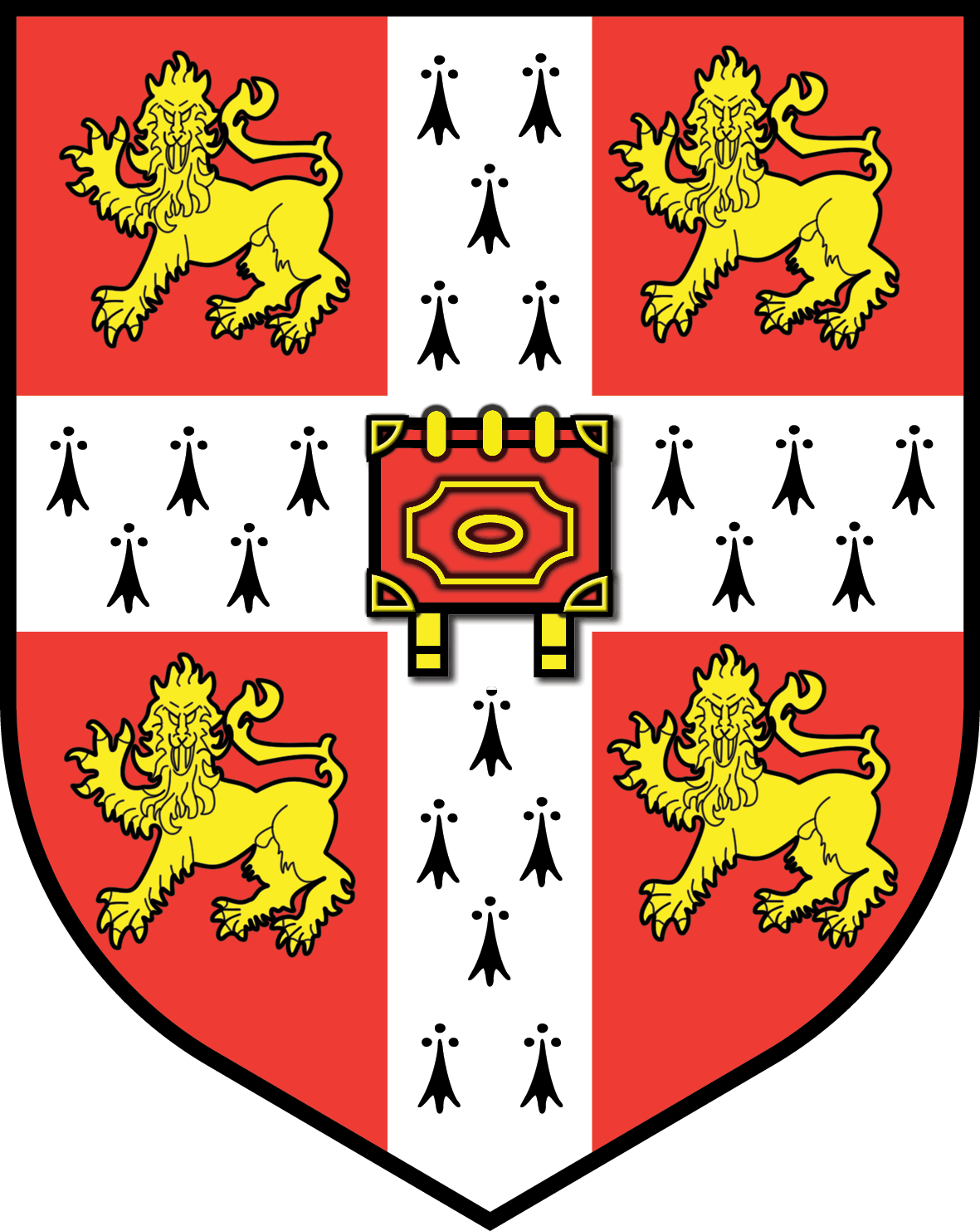
لوگو دانشگاه کمبریج

یکمین گواهی در زبان انگلیسی (به انگلیسی First Certificate in English) یا به اختصار FCE، یکی از مهم‌ترین امتحاناتی است که توسط دانشگاه کمبریج برگزار می‌شود. قبول شدگان در این آزمون توانایی استفاده از زبان انگلیسی در مسائل کاری یا تحصیلی را خواهند داشت. این امتحان شامل بخش‌های زیر است:
- خواندن (۶۰ دقیقه)
- نوشتن (شامل ۲ انشاء - ۸۰ دقیقه)
- کاربرد انگلیسی (۴۵ دقیقه)
- گوش کردن (۴۰ دقیقه)
- مکالمه (شامل صحبت کردن با یک زبان‌آموز دیگر - ۱۵ دقیقه)[۲]
- این آزمون به گونه ای طراحی شده است که بتوان سطح زبان هر فرد در بازه کوتاهی با توجه به لغات و گرامر بررسی شود. در این آزمون بخش خواندن و نوشتن از اهمیت بالایی برخوردار است و غالب نمرات را به خود اختصاص اده است.

## پیوندها
وب‌گاه رسمی